# Умершие в августе 1944 года
Это список известных людей, соответствующих установленным критериям значимости (см. Википедия:Критерии значимости персоналий), умерших в августе 1944 года.
Причина смерти указывается лишь в исключительных случаях (убийство, самоубийство, гибель в результате военных действий, смертная казнь, ДТП или несчастные случаи). В остальных случаях — не указывается.

## 1 августа
- Бзырин, Иван Васильевич (32) — советский военный деятель, начальник Управления НКВД по Чкаловской области (1938—1942), погиб в бою.
- Ванцян, Вачаган Унанович — Герой Советского Союза.
- Клинов, Игорь Петрович — Герой Советского Союза.
- Цаплин, Андрей Павлович (20) — Герой Советского Союза.

## 2 августа
- Какута, Какудзи (53) — японский военный деятель.
- Катарин, Геннадий Иванович (18) — Герой Советского Союза.
- Клепиков, Георгий Петрович — Герой Советского Союза.
- Корнеев, Афанасий Кузьмич (22) — Герой Советского Союза.
- Сергеев, Иван Николаевич (39) — Герой Советского Союза.
- Топорков, Яков Николаевич (27) — Герой Советского Союза.
- Трункин, Павел Ефимович (28) — Герой Советского Союза.

## 3 августа
- Акперов, Газанфар Кулам оглы (27) — Герой Советского Союза.
- Амяга, Георгий Васильевич — Герой Советского Союза.
- Ганущенко, Владимир Васильевич (22) — Герой Советского Союза.
- Земсков, Михаил Яковлевич — Герой Советского Союза.
- Литвиненко, Тихон Петрович — Герой Советского Союза.
- Новиков, Николай Николаевич — Герой Социалистического Труда.
- Орлов, Михаил Иванович (25) — Герой Советского Союза.
- Питенин, Митрофан Трофимович (44) — Полный кавалер Ордена Славы.
- Посвит, Павел Акимович (35) — Герой Советского Союза.
- Швец, Ульян Евстафьевич (44) — Герой Советского Союза, капитан.

## 4 августа
- Григорьев, Николай Иванович (21) — Герой Советского Союза.
- Киселёв, Михаил Дмитриевич (33) — Герой Советского Союза.
- Котляр, Иван Фёдорович (27) — Герой Советского Союза.

## 5 августа
- Курганский, Иван Данилович (35) — Герой Советского Союза.
- Раковецкий, Збигнев (31) — польский актер театра и кино, певец.
- Скочинский, Александр Александрович (36) — Герой Советского Союза.

## 6 августа
- Лаврищев, Василий Алексеевич (23) — майор Рабоче-крестьянской Красной Армии, участник Великой Отечественной войны, Герой Советского Союза.
- Мирвода, Семён Никифорович (38) — Герой Советского Союза.
- Солдатов, Константин Спиридонович — Герой Советского Союза.
- Холод, Михаил Мефодиевич — Герой Советского Союза.

## 7 августа
- Адемайт, Хорст (32) — немецкий ас-истребитель Второй мировой войны.
- Брызгалов, Иван Иванович — участник Великой Отечественной войны, Герой Советского Союза.
- Бурба, Владимир Трофимович — лейтенант Рабоче-крестьянской Красной Армии, участник Великой Отечественной войны, Герой Советского Союза.
- Васильев, Иван Васильевич (45) — участник Великой Отечественной войны, Герой Советского Союза.
- Дёмин, Николай Александрович (19) — участник Великой Отечественной войны, Герой Советского Союза.
- Молдабаев, Ережепбай — участник Великой Отечественной войны, Герой Советского Союза.
- Оборин, Александр Васильевич (36) — участник Великой Отечественной войны, Герой Советского Союза.
- Осминин, Пётр Ермолаевич (26) — участник Великой Отечественной войны, Герой Советского Союза.
- Петров, Николай Иванович (20) — участник Великой Отечественной войны, Герой Советского Союза.
- Санчиров, Фёдор Васильевич — участник Великой Отечественной войны, Герой Советского Союза.

## 8 августа
- Датунашвили, Константин Алексеевич — полный кавалер ордена Славы.
- Егоров, Сергей Владимирович — участник Великой Отечественной войны, Герой Советского Союза.
- Петров, Михаил Захарович (22) — участник Великой Отечественной войны, Герой Советского Союза.
- Хлюстин, Пётр Андреевич — участник Великой Отечественной войны, Герой Советского Союза.
- Чистяков, Василий Михайлович — участник Великой Отечественной войны, Герой Советского Союза.

## 9 августа
- Васильев, Василий Семёнович — лейтенант Рабоче-крестьянской Красной Армии, участник Великой Отечественной войны, Герой Советского Союза.
- Квиесис, Альберт (62) — третий президент Латвийской Республики.
- Легезин, Павел Константинович — старший лейтенант Рабоче-крестьянской Красной Армии, участник Великой Отечественной войны, Герой Советского Союза.
- Чванов, Виктор Тимофеевич (29) — участник Великой Отечественной войны, Герой Советского Союза.

## 10 августа
- Битюков, Прокопий Семёнович — Участник Великой Отечественной войны. Герой Советского Союза.
- Герасимов, Сергей Дмитриевич (28) — Участник Великой Отечественной войны. Герой Советского Союза.
- Мойзых, Евгений Антонович (40) — Участник Великой Отечественной войны. Герой Советского Союза.
- Протопопов, Иван Иванович (37) — советский военный. Участник Великой Отечественной войны. Герой Советского Союза.

## 11 августа
- Купавцев, Иван Акимович — Полный кавалер Ордена Славы.
- Поляков, Василий Георгиевич — Герой Советского Союза.

## 12 августа
- Кацнельсон, Берл (57) — еврейский политик и журналист, деятель рабочего сионизма, один из лидеров движения МАПАЙ.
- Лиховид, Михаил Степанович (22) — Герой Советского Союза.
- Харченко, Александр Корнеевич (25) — Герой Советского Союза.
- Юхвитов, Пётр Сергеевич (25) — Герой Советского Союза.

## 13 августа
- Жежеря, Александр Ефимович (34) — Герой Советского Союза.
- Липатов, Николай Дмитриевич (28) — Герой Советского Союза.
- Уайт, Этель Лина (67—68) — британская писательница.
- Усанов, Константин Яковлевич (29) — Герой Советского Союза.
- Шмотов, Борис Леонтьевич (20) — Герой Советского Союза.

## 14 августа
- Казаков, Василий Иванович (22) — Герой Советского Союза, артиллерист, командир орудия, старший сержант.
- Калашников, Николай Семёнович (30) — Герой Советского Союза.
- Лебедев, Александр Павлович (25) — Герой Советского Союза.
- Самохвалов, Николай Степанович (25) — старший лейтенант, заместитель командира эскадрильи 126-го истребительного авиационного полка 6-го истребительного авиационного корпуса Войск противовоздушной обороны, Герой Советского Союза.
- Туркенич, Иван Васильевич (24) — командир подпольной комсомольской организации «Молодая гвардия» в городе Краснодон. Герой Советского Союза.
- Шаховцев, Михаил Андреевич (30) — Герой Советского Союза.

## 15 августа
- Александров, Михаил Ефимович (24) — Герой Советского Союза.
- Сенченко, Фёдор Иванович (23) — Герой Советского Союза.
- Скрипников, Георгий Ильич (37) — Герой Советского Союза.

## 16 августа
- Красновский, Николай Владимирович — Герой Советского Союза.
- Тростинский, Николай Николаевич (25) — Герой Советского Союза.

## 17 августа
- Афонин, Семён Анисимович — Герой Советского Союза.
- Бурцев, Кирилл Максимович — Герой Советского Союза.
- Ивасик, Михаил Адамович (27) — Герой Советского Союза.
- Киселёв, Василий Иосифович — Герой Советского Союза.
- Паша, Давид Бабакаевич — красноармеец, артиллерист.
- Печковский, Георгий Антонович (21) — Герой Советского Союза.
- Самохвалов, Михаил Андреевич (31) — советский офицер, участник Великой Отечественной войны, Герой Советского Союза.
- Шаповалов, Иван Егорович (29) — Герой Советского Союза.
- Юрьев, Леонид Васильевич (28) — Герой Советского Союза.

## 18 августа
- Амагаев, Матвей Иннокентьевич (47) — советский политический деятель, председатель ЦИК Бурят-Монгольской АССР (1923—1924), умер в ИТЛ.
- Ивасик, Михаил Адамович (27) — Герой Советского Союза.
- Ковалёв, Григорий Семёнович (42) — Герой Советского Союза.
- Литвинов, Прокофий Лукич — Герой Советского Союза.
- Мишин, Александр Степанович (21) — Герой Советского Союза.
- Протвинь, Иван Степанович (18) — Герой Советского Союза.
- Роменко, Павел Павлович — Герой Советского Союза.
- Санджиров, Николай Мартынович (22) — Герой Советского Союза.
- Токарликов, Никита Евдокимович — Герой Советского Союза.
- Турбин, Виктор Андреевич (20) — Герой Советского Союза.

## 19 августа
- Агафонов, Яков Григорьевич — Герой Советского Союза.
- Анощенков, Фёдор Григорьевич (43) — Герой Советского Союза.
- Булаенко, Владимир Дмитриевич — украинский советский поэт.
- Долгов, Семён Дмитриевич (39) — Герой Советского Союза.
- Кучерявый, Николай Данилович (19) — Герой Советского Союза.
- Лавров, Яков Иванович (30) — Герой Советского Союза.
- Подгорбунский, Владимир Николаевич (28) — Герой Советского Союза.
- Присекин, Тимофей Зотович (32) — Герой Советского Союза.
- Серяков, Пётр Прохорович — Герой Советского Союза.

## 20 августа
- Аглотков, Фёдор Николаевич — Герой Советского Союза.
- Анцеборенко, Павел Афанасьевич — участник Великой Отечественной войны, разведчик взвода пешей разведки 506-го стрелкового полка 198-й стрелковой дивизии 1-й ударной армии 3-го Прибалтийского фронта, Герой Советского Союза.
- Ардинцев, Яков Спиридонович — Герой Советского Союза.
- Банников, Пётр Иванович — помощник командира взвода 209-й отдельной армейской штрафной роты 46-й армии 3-го Украинского фронта, старший сержант. В бою закрыл своим телом амбразуру пулемёта.
- Гребенюк, Евтей Моисеевич (44) — старший сержант Рабоче-крестьянской Красной Армии, участник Великой Отечественной войны, Герой Советского Союза.
- Евграфов, Вадим Николаевич (21) — Герой Советского Союза.
- Зубко, Пётр Наумович (27) — майор Рабоче-крестьянской Красной Армии, участник Великой Отечественной войны, Герой Советского Союза.
- Кислухин, Иван Георгиевич — участник Великой Отечественной войны, Герой Советского Союза.
- Колосов, Виктор Иванович — участник Великой Отечественной войны, Герой Советского Союза.
- Кустов, Алексей Митрофанович — участник Великой Отечественной войны, Герой Советского Союза.
- Новожёнов, Иван Иванович (29) — участник Великой Отечественной войны, Герой Советского Союза.
- Полевой, Иван Степанович (37) — участник Великой Отечественной войны, Герой Советского Союза.
- Санников, Михаил Семёнович — участник Великой Отечественной войны, Герой Советского Союза.
- Тручак, Лаврентий Васильевич (27) — участник Великой Отечественной войны, Герой Советского Союза.
- Халявицкий, Максим Михайлович (35) — участник Великой Отечественной войны, Герой Советского Союза.
- Хвистек, Леон (60) — польский философ, математик, логик, писатель, художник, литературный и художественный критик, яркая фигура межвоенного авангарда.
- Шевченко, Александр Евсеевич (19) — Герой Советского Союза.
- Шемигон, Алексей Родионович — Герой Советского Союза.
- Юхновец, Арсентий Гаврилович (28) — Герой Советского Союза.
- Ягудин, Керим Мусякович — Герой Советского Союза.

## 21 августа
- Борщик, Иван Владимирович (25) — старший лейтенант Рабоче-крестьянской Красной Армии, участник Великой Отечественной войны, Герой Советского Союза.
- Гуренко, Кузьма Иосифович (34) — ефрейтор Рабоче-крестьянской Красной Армии, участник Великой Отечественной войны, Герой Советского Союза.
- Гусев, Александр Иванович (24) — ефрейтор Рабоче-крестьянской Красной Армии, участник Великой Отечественной войны, Герой Советского Союза.
- Дуенко, Василий Григорьевич — участник Великой Отечественной войны, Герой Советского Союза.
- Луев, Иван Панкратьевич (46) — участник Великой Отечественной войны, Герой Советского Союза.
- Маслов, Илья Петрович — старшина Рабоче-крестьянской Красной Армии, участник Великой Отечественной войны, Герой Советского Союза.
- Подгорный, Тимофей Николаевич (19) — участник Великой Отечественной войны, Герой Советского Союза.
- Чернов, Георгий Николаевич (28) — участник Великой Отечественной войны, Герой Советского Союза.
- Чумаков, Андрей Петрович (19) — участник Великой Отечественной войны, Герой Советского Союза.
- Шубин, Андрей Сергеевич — участник Великой Отечественной войны, Герой Советского Союза.
- Шуренков, Пётр Карпович (40) — советский военачальник, полковник. Командующий танковой группой Северо-Кавказского фронта в период Великой Отечественной войны.

## 22 августа
- Бондарчук, Филипп Яковлевич — младший сержант Рабоче-крестьянской Красной Армии, участник Великой Отечественной войны, Герой Советского Союза.
- Жуков, Константин Иванович — участник Великой Отечественной войны, Герой Советского Союза.
- Мельников, Анатолий Васильевич (21) — участник Великой Отечественной войны, Герой Советского Союза.
- Ольшевский, Николай Михайлович (24) — участник Великой Отечественной войны, Герой Советского Союза.
- Потехин, Савва Калистратович (53) — советский военный деятель, генерал-майор, участник обороны Киева 1941 года.
- Раджабов, Нарза — участник Великой Отечественной войны, Герой Советского Союза.
- Сиротин, Николай Яковлевич (22) — участник Великой Отечественной войны, Герой Советского Союза.

## 23 августа
- Белобородов, Валентин Андреевич — Герой Советского Союза.
- Бурдасов, Владимир Леонтьевич (23) — Герой Советского Союза.
- Волков, Николай Фёдорович (31) — Герой Советского Союза.
- Камзараков, Дмитрий Константинович — Герой Советского Союза.
- Кошель, Фёдор Фёдорович (30) — Герой Советского Союза.
- Митрофаненков, Иван Осипович (30) — Герой Советского Союза.
- Новичков, Александр Степанович — Герой Советского Союза.
- Поляничкин, Иван Иванович (19) — Герой Советского Союза.
- Осягин, Захар Маркелович (29) — Герой Советского Союза.
- Терещенко, Николай Владимирович (20) — Герой Советского Союза.
- Халиков, Ислам Рахимович (25) — Герой Советского Союза.
- Шавкунов, Егор Иванович (31) — Герой Советского Союза.

## 24 августа
- Бочкович, Кирилл Васильевич — Герой Советского Союза.
- Васильев, Михаил Иванович — Герой Советского Союза.
- Канарчик, Александр Иванович (40) — Герой Советского Союза.
- Нагирняк, Дмитрий Васильевич (35) — Герой Советского Союза.

## 25 августа
- Алексеев, Василий Михайлович (44) — Герой Советского Союза.
- Алиш, Абдулла — татарский советский поэт, писатель, автор сборников рассказов для детей, стихотворений, драматических произведений.
- Белик, Вера Лукьяновна (23) — штурман звена 46-го гвардейского ночного бомбардировочного авиационного полка, гвардии лейтенант. Герой Советского Союза.
- Быстров, Павел Дмитриевич — Герой Советского Союза.
- Гефт, Николай Артурович (33) — советский инженер-судомеханик, во время Великой Отечественной войны — разведчик-нелегал, руководитель разведывательно-диверсионных групп на территории оккупированной Украины и Польши.
- Зацепин, Алексей Владимирович — Герой Советского Союза.
- Макарова, Татьяна Петровна (23) — советский лётчик, командир звена 46-го гвардейского ночного бомбардировочного авиаполка, гвардии лейтенант. Герой Советского Союза.
- Муса Джалиль (38) — татарский советский поэт, Герой Советского Союза (1956); казнён.
- Пошивальников, Степан Демьянович (25) — Герой Советского Союза.
- Тимофеев, Николай Александрович — Герой Советского Союза.
- Хомяков, Василий Сергеевич (20) — Герой Советского Союза.
- Черемохин, Иван Алексеевич (29) — Герой Советского Союза.
- Якимович, Антон Иванович — генерал-майор Рабоче-крестьянской Красной Армии.

## 26 августа
- Александров, Алексей Васильевич (21) — Герой Советского Союза.
- Иванов, Иван Сергеевич (29) — Герой Советского Союза.
- Максин, Алексей Михайлович (26) — Герой Советского Союза.
- Оганьянц, Грант Аракелович — Герой Советского Союза.

## 27 августа
- Афанасьев, Николай Фёдорович (25) — Герой Советского Союза.
- Герасимов, Григорий Васильевич (19) — Герой Советского Союза.
- Дешин, Иван Семёнович (25) — Герой Советского Союза.
- Колбинский, Андрей Васильевич (29) — гвардии капитан, павший в боях за освобождение Молдавии в ходе Ясско-Кишинёвской операции.
- Петров, Павел Гаврилович (37) — Герой Советского Союза.
- Пономаренко, Иван Самсонович — Герой Советского Союза.
- Сачко, Иосиф Кузьмич — Герой Советского Союза.
- Цыбулёв, Алексей Иванович (27) — Герой Советского Союза.
- Шмульян, Витольд Львович (29) — советский математик.

## 28 августа
- Бирюков, Григорий Иванович — старший лейтенант Рабоче-крестьянской Красной Армии, участник Великой Отечественной войны, Герой Советского Союза.
- Каминский, Бронислав Владиславович (45) — русский националист, коллаборационист, обер-бургомистр Локотского Окружного Самоуправления, создатель и руководитель РОНА, бригадефюрер СС и генерал-майор войск СС.
- Корочкин, Пётр Георгиевич (24) — участник Великой Отечественной войны, Герой Советского Союза.

## 29 августа
- Андреев, Павел Фёдорович (21) — участник Великой Отечественной войны, Герой Советского Союза.

## 30 августа
- Барон, Артур (70) — австрийский архитектор.
- Богаткин, Владимир Владимирович (20) — Герой Советского Союза.

## 31 августа
- Горшков, Василий Николаевич (23) — Герой Советского Союза.
- Новохатько, Михаил Степанович (36) — Герой Советского Союза.